# Вермилион (Минесота)
Вермилион (енгл. Vermillion) град је у америчкој савезној држави Минесота.

## Демографија
По попису из 2010. године број становника је 419, што је 18 (-4,1%) становника мање него 2000. године.
| Група             | 2000.       | 2010.       |
| Белци             | 421 (96,3%) | 403 (96,2%) |
| Афроамериканци    | 2 (0,5%)    | 1 (0,2%)    |
| Азијати           | 0 (0,0%)    | 6 (1,4%)    |
| Хиспаноамериканци | 9 (2,1%)    | 1 (0,2%)    |
| Укупно            | 437         | 419         |